# Lck
Pour les articles homonymes, voir LCK.
 (août 2016).
Lck (pour lymphocyte-specific protein tyrosine kinase) est une protéine cytoplasmique de 56 kDa qui est exprimée par des cellules spécialisées du système immunitaire, nommées lymphocytes. Lck est une tyrosine kinase qui phosphoryle les tyrosines de certaines protéines intracellulaires, notamment au niveau des voies de régulations de l'activation des lymphocytes. Cette protéine est un membre de la famille des tyrosines-kinases Src.

## La signalisation des cellules
Lck est le plus souvent exprimé par les lymphocytes T. Elle s'associe avec les queues cytoplasmiques des co-récepteurs CD4 (lymphocytes T auxiliaires) et des CD8 (lymphocytes T cytotoxiques), dans le cadre de l'activation via la complexe du récepteur des lymphocytes T (TCR). Lorsqu'une cellule présentatrice d'antigène présente, sur son CMH, un antigène spécifique à un lymphocyte T naïfs, cela peut conduire à l'engagement des TCR.
Lors de l'engagement du TCR, on décrit comme une « cascade de signalisation » les activations successives qui se déroulent. Au début de la cascade, les co-récepteurs CD4 ou CD8 sont rapprochés du TCR. Ces protéines sont associées à la tyrosine-kinase Lck qui devient active et qui phosphoryle les ITAMs se trouvant sur les queues intracytoplasmiques du CD3. Cette étape permet le recrutement sur la chaîne zêta du TCR et la phosphorylation, toujours par Lck, d'une autre tyrosine-kinase — ZAP70 (en) — (« Zeta-chain-associated protein kinase 70 »). Zap70 phosphoryle à son tour les protéines adaptatrices LAT (en) (« Linker for Activation of T-Cells », une protéine transmembranaire) et LCP2 (en) (« lymphocyte cytosolic protein 2 », anciennement SLP76).
Autour de ces deux dernières protéines se forme un complexe au sein duquel se réunissent, puis s’activent, d'autres protéines : par exemple la PLC‑γ (Phospholipase C gamma). La PLC-γ, en hydrolysant le PIP2 membranaire, produit deux effets : le premier est l'augmentation de la concentration intracellulaire en calcium (nommé « pic calcique ») par l’intermédiaire de l'IP3 (inositol trisphosphate). Le second effet est la production de DAG (diacylglycérol) qui permet l’activation de la PKC, qui mène à l’activation et à la translocation nucléaire du facteur de transcription NF‑қB. La PKC permet l’activation de la voie des MAP-kinases (conduisant à la transcription d'AP-1).
L'action conjointe des molécules citées précédemment, induit la transcription de gènes impliqués dans la prolifération et la différenciation des lymphocytes T par exemple l'IL‑2 qui est un facteur de croissance très important pour ces cellules.
La fonction de la Lck a été étudiée à l'aide de plusieurs méthodes biochimiques, y compris par knock-out du gène (souris knock-out), les cellules Jurkat déficientes en Lck (JCaM1.6), et de technique d’interférence d'ADN grâce à des siRNA.

## Structure
Lck est une protéine de 56 kilodalton. La partie N-terminale de la queue de la Lck est myristoylée et palmitoylées, et elle est liée à la membrane plasmique de la cellule. Cette protéine contient en outre un domaine SH3, un domaine SH2 dans la partie C-terminal au niveau de son domaine catalytique tyrosine-kinase. Elle possède deux principaux sites de phosphorylation : les tyrosines 394 et 505. Le premier est un site d'auto-phosphorylation et est liée à l'activation de la protéine. Le second est phosphorylé par la Csk, ce qui provoque l'inhibition de Lck en raison d'un changement conformationnel provoquant un repliement du domaine SH2. Ainsi, Lck est donc un bon exemple du fait qu'une phosphorylation peut entraîner à la fois l'activation ou l'inhibition d'une protéine.

## Substrats
Cette protéine phosphoryle un certain nombre de protéines, dont les plus importantes sont le récepteur CD3, CEACAM1 (en), ZAP70 (en), SLP-76 (en), le récepteur IL-2 (en), la protéine-kinase C, ITK, PLC, SHC (en), RasGAP (en), Cbl (en), Vav1 (en) et PI3K.

## Inhibition
Des cellules T au repos, Lck est constitutivement inhibée par Csk et la phosphorylation de sa tyrosine 505. Elle est également inhibée par la protéine SHP-1 qui déphosphoryle sa tyrosine 394. Lck peut également être inhibée par la Cbl ubiquitine-ligase, qui fait partie de la voie de l'ubiquitine.